# 莫日维尔
莫日维尔（法語：Mogeville，法語發音：[mɔʒvil]）是法国默兹省的一个市镇，属于凡尔登区。

## 地理
莫日维尔（49°14'32"N, 5°31'48"E）面积6.37 平方千米，位于法国大東部大區默兹省，该省份为法国西北部内陆省份，北与比利时接壤，西接马恩省和阿登省，南至上马恩省和孚日省，东临默尔特-摩泽尔省。
与莫日维尔接壤的市镇（或旧市镇、城区）包括：迪耶普苏杜欧蒙、然克雷、奥恩河畔莫库尔、莫尔热穆兰。

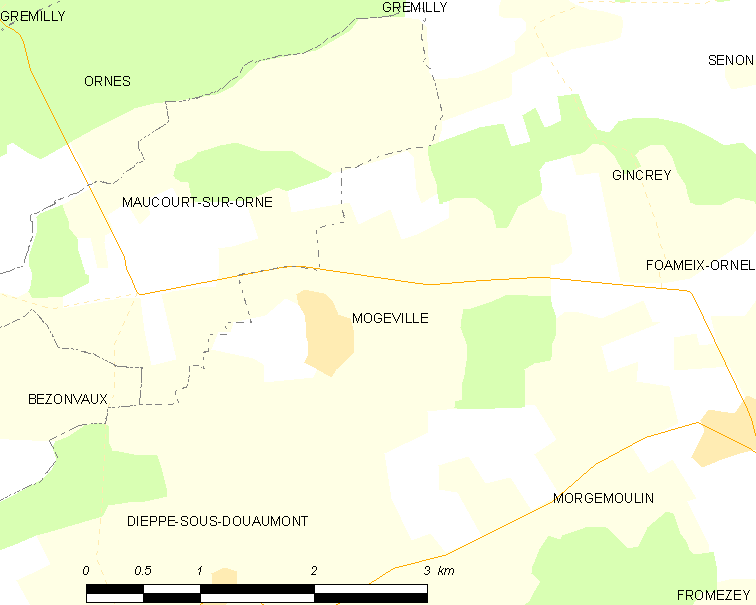
莫日维尔的OSM定位图

莫日维尔的时区为UTC+01:00、UTC+02:00（夏令时）。

## 行政
莫日维尔的邮政编码为55400，INSEE市镇编码为55339。

## 政治
莫日维尔所属的省级选区为默兹河畔贝尔维尔县。

## 人口

1962-2008年间莫日维尔人口变化图示

莫日维尔于2022年1月1日时的人口数量为74人。